# بیست و دومین دوره جوایز بفتا
 بیستمین و دومین دوره جوایز بفتا (به انگلیسی: 22st British Academy Film Awards) در سال ۱۹۶۹ به افتخار فیلم ۱۹۶۸ در لندن برگزار شد . 

## جوایز و نامزدها
| ۱۹۶۸ 22nd                               |                                 |               |
| Best Actor \| بهترین بازیگر نقش اول مرد |                                 |               |
| اسپنسر تریسی                            | حدس بزن کی قراره برای شام بیاد  | Matt Drayton  |
| تروور هاوارد                            | The Charge of the Light Brigade | Lord Cardigan |
| ران مودی                                | Oliver!                         | فاگین         |
| نیکول ویلیامسون                         | The Bofors Gun                  | O'Rourke      |

- بهترین بازیگر نقش اول زن  کاترین هپبورن
- بهترین بازیگر نقش مکمل مرد  ایان هولم
- بهترین بازیگر نقش مکمل زن  بیلی وایتلاو
- بهترین کارگردان 'مایک نیکولز' برای فیلم فارغ‌التحصیل
- بهترین فیلم فارغ‌التحصیل
- بهترین فیلم بریتانیا فارغ‌التحصیل